# Elimination Chamber 2022
Elimination Chamber 2022 è stata la dodicesima edizione dell'omonimo pay-per-view di wrestling prodotto dalla WWE. L'evento si è svolto il 19 febbraio 2022 al Jeddah Super Dome di Gedda in Arabia Saudita ed è stato trasmesso in diretta su Peacock negli Stati Uniti e sul WWE Network nel resto del mondo.

## Storyline
A Royal Rumble, grazie all'intervento di Roman Reigns, Bobby Lashley sconfisse Brock Lesnar e vinse il WWE Championship. Nel successivo episodio di Raw, l'official Adam Pearce annunciò che il neo campione avrebbe dovuto difendere il titolo nell'Elimination chamber match e che uno dei partecipanti sarebbe stato Lesnar. Più tardi quella notte, Seth Rollins, ospite del KO Show, disse che anche lui avrebbe preso parte al match ad eliminazione. Sempre nel corso della puntata, si svolsero i match di qualificazione, vinti da Austin Theory, Riddle ed AJ Styles, che batterono rispettivamente Kevin Owens, Otis e Rey Mysterio.
A Day 1, Drew McIntyre sconfisse Madcap Moss, alleato di Happy Corbin, ma, al termine del match, i due lo attaccarono nel backstage, procurandogli un infortunio al collo. McIntyre ritornò durante il royal rumble match, dove eliminò sia Moss che Corbin per poi colpirli ripetutamente con dei gradoni d'acciaio. Dopo diversi attacchi verbali nei successivi episodi di SmackDown, fu annunciato un Falls count anywhere match tra McIntyre e Moss per Elimination Chamber.
Completano la card il match tra Roman Reigns e Goldberg con in palio lo Universal Championship, il match tra Becky Lynch e Lita per il Raw Women's Championship, l'elimination chamber match tra Bianca Belair, Doudrop, Liv Morgan, Rhea Ripley, Nikki A.S.H. e Alexa Bliss, con in palio un'opportunità titolata per il Raw Women's Championship., il match tra Naomi e Ronda Rousey contro Sonya Deville e Charlotte Flair. e il single match tra Rey Mysterio e The Miz.
Inizialmente era previsto il match per lo SmackDown Tag Team Championship tra gli Usos e gli sfidanti Viking Raiders, ma fu tagliato per motivi di tempo e per giustificare il tutto gli Usos attaccarono gli sfidanti prima che iniziasse il match.

## Risultati
| #       | Match                                                                                         | Stipulazioni                                      | Durata |
| ------- | --------------------------------------------------------------------------------------------- | ------------------------------------------------- | ------ |
| Kickoff | Rey Mysterio (con Dominik Mysterio) ha sconfitto The Miz                                      | Single match                                      | 9:15   |
| 1       | Roman Reigns (c) (con Paul Heyman) ha sconfitto Goldberg per KO tecnico                       | Single match per il WWE Universal Championship    | 6:00   |
| 2       | Bianca Belair ha sconfitto Alexa Bliss, Doudrop, Liv Morgan, Nikki A.S.H. e Rhea Ripley       | Elimination chamber match                         | 15:45  |
| 3       | Naomi e Ronda Rousey hanno sconfitto Charlotte Flair e Sonya Deville                          | Tag team match                                    | 9:15   |
| 4       | Drew McIntyre ha sconfitto Madcap Moss (con Happy Corbin)                                     | Falls count anywhere match                        | 9:05   |
| 5       | Becky Lynch (c) ha sconfitto Lita                                                             | Single match per il WWE Raw Women's Championship  | 12:15  |
| 6       | Brock Lesnar ha sconfitto Bobby Lashley (c), Seth Rollins, Austin Theory, Riddle ed AJ Styles | Elimination chamber match per il WWE Championship | 14:55  |